# Estado de Vietnam
El Estado de Vietnam (Quốc gia Việt Nam en vietnamita, État du Viêt-Nam en francés) fue un Estado que reclamaba autoridad sobre todos los territorios que constituyen la actual Vietnam durante la guerra de Indochina, y que sustituyó al Gobierno Central Provisional de Vietnam (1948-1949). El gobierno provisional fue un breve gobierno de transición entre la Cochinchina colonial y un Estado independiente. El Estado fue creado en 1949 y fue reconocido internacionalmente en 1950, aunque su poder principal se concentraba en el sur de la Indochina, mientras que la República Democrática de Vietnam dominaba el norte. El exemperador Bảo Đại era el jefe de Estado (Quốc Truong). Ngô Đình Diệm fue nombrado primer ministro en 1954. Diem derrocó a Bao Đại el año siguiente y fue proclamado presidente de la República de Vietnam.

## Historia

### La unificación de Vietnam (1947-1948)
En febrero de 1945, tras el desembarco de tropas francesas, se pacificó Tonkín y la capital Hanói, así el territorio vietnamita quedó de nuevo bajo control francés. El Việt Minh, que había luchado por la independencia contra los japoneses, ante la exigencia de los franceses de entregar las armas se refugió en la selva y se preparó para continuar la guerra de independencia con la guerra de guerrillas; ahora contra la potencia colonial.
Con el fin de reducir la influencia en la población vietnamita del Việt Minh y de su caudillo Hồ Chí Minh, las autoridades francesas en Indochina apoyaron el regreso al poder del emperador (último gobernante de la dinastía de los Nguyen) Bảo Đại. Este último había sido obligado a abdicar por el Việt Minh el 25 de agosto de 1945, después de la caída del imperio de Vietnam, estado títere que había servido a los intereses coloniales de Francia y del Imperio del Japón.
El 5 de junio de 1948, los Acuerdos de Ha-Long permitieron la creación de un Estado unificado de Vietnam reemplazando a los antiguos estados de Tonkín, Annam y la Cochinchina asociado a Francia dentro de la Unión Francesa, la cual incluyó posteriormente a los vecinos reinos de Laos y Camboya. Sin embargo, la República Democrática de Vietnam había declarado la independencia de Vietnam y tenía el control de casi todo el territorio vietnamita desde el 2 de septiembre de 1945. 
Los Acuerdos de la bahía de Ha-Long resultaron negativos en muchos aspectos —excepto el referéndum— que derivaron en la aplicación del Convenio de la Independencia de Indochina el 6 de marzo de 1946, firmado por el líder de la República Democrática de Vietnam, Hồ Chí Minh, y el Alto Comisionado de Francia en Indochina, almirante Thierry d'Argenlieu, representante provisional de la República Francesa.

### Unión Francesa (1949-1954)
Tras la declaración de independencia (el 14 de junio de 1949) hasta 1954, el Estado de Vietnam tenía una autonomía parcial de Francia como un estado asociado dentro de la Unión Francesa.
Bao Đại luchó contra el líder comunista Hồ Chí Minh por la legitimidad del gobierno sobre todo Vietnam a través de la lucha entre el Ejército Nacional de Vietnam y el Việt Minh durante la guerra de Indochina.
El Estado de Vietnam encontró apoyo en la Cuarta República francesa y los Estados Unidos (1950-1954), mientras que Hồ Chí Minh era respaldado por la República Popular China (desde 1950), y en menor medida por la Unión Soviética.

### Partición (1954-1955)

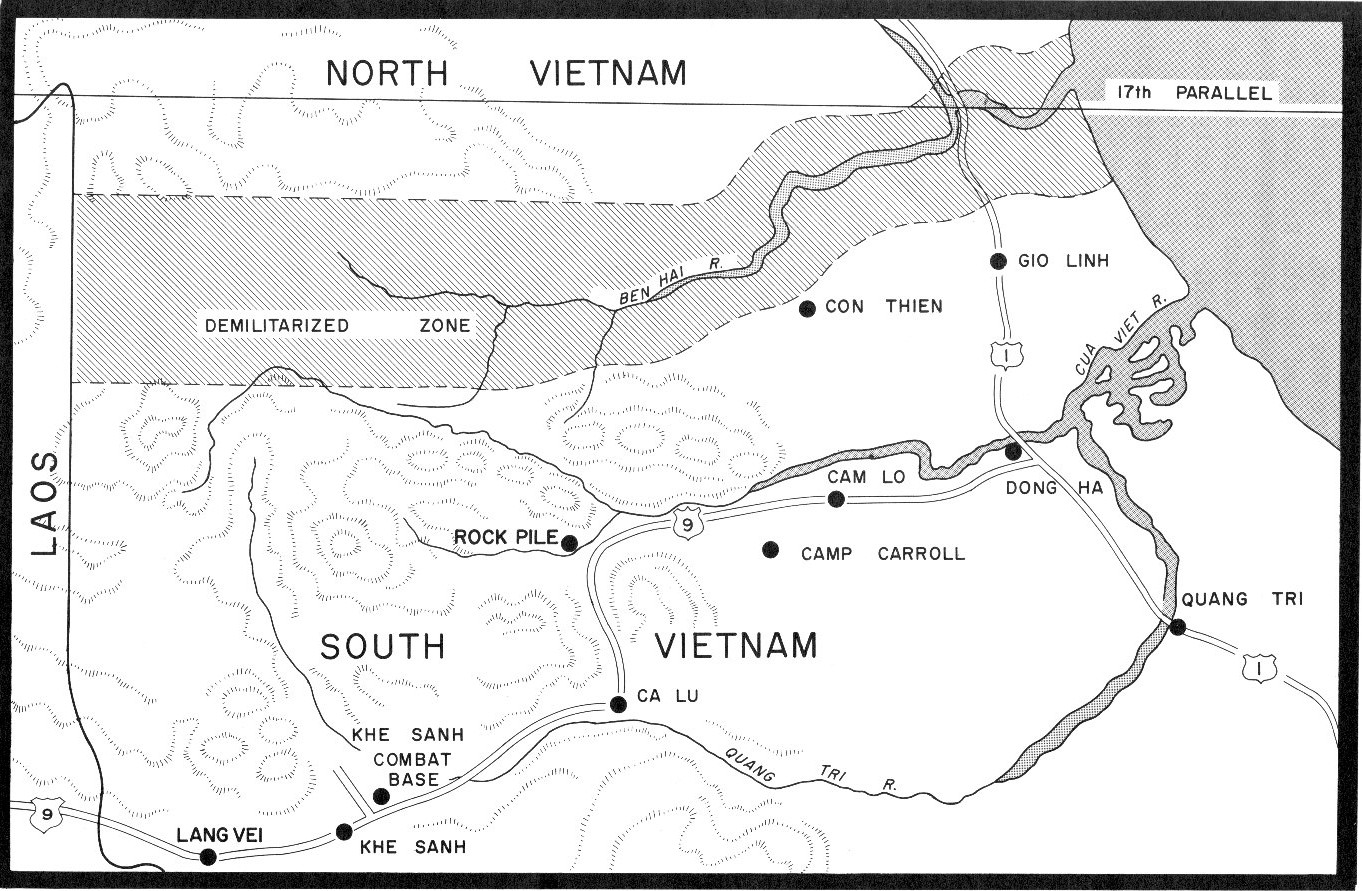
Zona desmilitarizada de Vietnam.

Después de la Conferencia de Ginebra de 1954, el Estado de Vietnam pasó a ser plenamente independiente, con su salida de la Unión Francesa, siendo su territorio limitado a las tierras al sur del paralelo 17, y por lo tanto se le conocía como Vietnam del Sur.
La migración masiva de anticomunistas de Vietnam del Norte, principalmente católicos, fue procedida durante la franco-estadounidense Operación Pasaje a la Libertad en el verano de 1954.

### Referéndum de 1955
El referéndum de 1955 del Estado de Vietnam determinó el régimen futuro del país. A raíz de los resultados del referéndum del Estado de Vietnam dejó de existir el 26 de octubre de 1955 y fue reemplazado por la República de Vietnam (conocido como Vietnam del Sur) bajo la "protección" de los Estados Unidos, la cual prosiguió la lucha contra los cuerpos armados de Vietnam del Norte, principalmente el Viet Cong que reemplazó al Viet Minh en la guerra de Vietnam.

## Ejército Nacional Vietnamita
El Ejército Nacional Vietnamita (en vietnamita: Quân đội Quốc gia Việt Nam) (en Chữ Hán: 軍隊國家越南) (en francés: Armée Nationale Vietnamienne) fue la fuerza militar del Estado de Vietnam creada poco después de los Acuerdos del Elíseo, donde Francia reconoció el Estado de Vietnam como un país independiente gobernado por el emperador vietnamita Bảo Đại.  Estaba comandado por el general vietnamita Hinh y era leal a Bảo Đại.  El VNA luchó en operaciones conjuntas con el Cuerpo Expedicionario Francés del Lejano Oriente (CEFEO) de la Unión Francesa contra las fuerzas comunistas de Việt Minh lideradas por Ho Chi Minh.  Diferentes unidades dentro del VNA lucharon en una amplia gama de campañas, incluida la Batalla de Nà Sản (1952), la Operación Hautes Alpes (1953), la Operación Atlas (1953) y la Batalla de Dien Bien Phu (1954). No debe confundirse con la fuerza militar opositora dirigida por comunistas que alguna vez adoptó el nombre sinónimo de Ejército Nacional de Vietnam (también Quan đội Quốc gia Việt Nam) aproximadamente en el mismo período, pero que luego pronto se rebautizó como el Ejército Popular de Vietnam. Con la salida del Cuerpo Expedicionario Francés del Lejano Oriente de Indochina en 1956, el VNA se reorganizó como las Fuerzas Militares de la República de Vietnam.

### Operaciones militares entre los años 1949 y 1955
El Ejército Nacional Vietnamita se creó oficialmente el 1 de enero de 1949 como las fuerzas armadas del Gobierno Central Provisional de Vietnam, un gobierno vietnamita profrancés. El Ejército nacional Inicialmente contaba con unos 25.000 soldados, entre ellos unos 10.000 combatientes irregulares, unos 1.000 oficiales franceses recibieron la tarea de entrenar y supervisar al nuevo ejército. El Estado de Vietnam fue proclamado el 2 de julio del mismo año, con el ex-emperador Bảo Đại como Jefe del Estado. Las filas del VNA crecieron gradualmente a medida que el VNA luchó junto a los franceses contra el Việt Minh liderado por el líder comunista Ho Chi Minh, durante la primera guerra de Indochina. Los franceses desarrollaron la fuerza del VNA mientras buscaban delegar más operaciones a fuerzas leales nativas. El ejército de Bảo Đại luchó junto a las fuerzas de la Unión Francesa hasta 1954 y la posterior partición de Vietnam. En 1955, el Estado de Vietnam fue disuelto y reemplazado por la República de Vietnam dirigida por el presidente Ngô Đình Diệm en el sur, mientras que la República Democrática de Vietnam del presidente Ho Chi Minh siguió siendo el estado vietnamita rival en el norte. A principios de mayo, se produjo una guerra civil en la capital de Vietnam del Sur cuando el VNA luchó contra las fuerzas de Bình Xuyên del general Lê Văn Viễn en las áreas controladas por este general en la antigua Saigón. En 1956, todas las tropas de la Unión Francesa se retiraron de Vietnam y la mayoría de los oficiales del VNA permanecieron en servicio en el Ejército de la República de Vietnam. Después de la Caída de Saigón en 1975, algunos se unieron a la Legión Extranjera Francesa y otros se exiliaron en Francia o en los Estados Unidos.